# Branisella
Branisella — вимерлий рід мавп Нового Світу з формації Салла на території нинішньої Болівії в пізньому олігоцені, приблизно 26 мільйонів років тому (десеадан), що включає лише вид Branisella boliviana.

## Опис
Його знайшов у Болівії палеонтолог Леонардо Браніса, і назвав його на честь Хоффштеттера, вченого, який вперше описав і класифікував його в 1969 році. Морфологічно він схожий на Proteropithecus, олігоценового примата з Африки, зменшеним верхнім другим премоляром і нередукованим нижнім другим премоляром. Це свідчить про те, що примітивні предки Branisella прийшли до Південної Америки з Африки. Інші ознаки, однак, свідчать про те, що він міг бути пов'язаний з омоміїдами, вимерлою групою довгопятоподібних приматів, знайдених серед інших місць у Північній Америці.
Бранізелла має орієнтовну масу тіла 1000 грамів. Щічні зуби Branisella мають дуже високу коронку, що свідчить про те, що він міг бути дещо наземним, хоча ця гіпотеза не може бути підтверджена кістками посткраніального скелета (їх немає). Відомі зразки зубів демонструють надзвичайно важке та швидке зношування, а перший корінний зуб зношений набагато більше, ніж останній, що свідчить про те, що він включав у свій раціон абразивну їжу з дуже погано розвиненими ріжучими краями, що вказує на фруктову дієту. Один екземпляр зберігає невелику частину орбіти і вказує на те, що Браніселла мала маленькі очі та вела денний спосіб життя.